# Zora (périodique)
Pour les articles homonymes, voir Zora.
Zora est une revue disparue de petit format de l'éditeur Jeunesse et Vacances qui a 52 numéros de mars 1967 à décembre 1979. Trimestriel depuis 1967. Zora est au départ un Spécial Kali, le personnage nommé Zora étant la compagne de celui nommé Kali, mais ce sont bien des aventures de Kali que l'on peut y lire.

## Les Séries
- Buffalo Bill (Luigi Grecchi & Rafaël Mendez, Carlo Cossio)
- Grand Prix
- Kali (Ennio & Vladimiro Missaglia)
- La Dame à l'épée
- Le Coin des surprises
- Les Aventures Africaines d'Alfie ou Alfie en Afrique.
- Les Perles de Kahalawore
- Ringo Justice
- Safari avec Bill Holden
- Wonder-Car